# NGC 3722
NGC 3722 је елиптична галаксија у сазвежђу Пехар која се налази на NGC листи објеката дубоког неба.
Деклинација објекта је - 9° 40' 46" а ректасцензија 11h 34m 23,2s. Привидна величина (магнитуда) објекта NGC 3722 износи 14,1 а фотографска магнитуда 15,1. NGC 3722 је још познат и под ознакама MCG -1-30-5, NPM1G -09.0437, PGC 35746.